# Deutsche Schlauchboot
Die Deutsche Schlauchboot (DSB) GmbH ist ein Hersteller von Schlauchbooten und Rettungsinseln für die Schifffahrt sowie Sondergeräten wie Wasserfahrzeuge für Freizeitparks. Das Unternehmen ist in Eschershausen in Niedersachsen beheimatet.

## Geschichte
Das Unternehmen wurde 1931 von Hans Scheibert in Berlin gegründet. Anfangs lieferte man ausschließlich an die Handelsmarine, die infolge der SOLAS gezwungen ist Schlauchboote in großen Stückzahlen zu beschaffen. Außerdem fand das Heer für seine Pioniereinheiten Interesse an diesen aufblasbaren Booten, im weiteren Verlauf auch die Reichs- und die Kriegsmarine. Nach dem Zweiten Weltkrieg lagen die Produktionsstätten in Großschönau, Berlin und Grottau in der Sowjetischen Besatzungszone bzw. im Ausland, deswegen gründet Scheibert das Unternehmen 1951 in Eschershausen erneut. Nach Gründung der Bundesmarine wurde diese zum Hauptkunden.
1961 brannte die Betriebsstätte an ihrem neuen Standort ab. Daraufhin erwarb die Continental AG eine Mehrheitsbeteiligung, 1981 übernahm sie das Unternehmen komplett. Zu diesem Zeitpunkt begann eine Umorientierung auf den zivilen Sektor. Ende der 1960er war die DSB der erste Hersteller von Festrumpfschlauchbooten mit Aluminiumrumpf. Bis dahin bestanden die Rümpfe von Schlauchbooten der Bauform RIB vor allem aus glasfaserverstärktem Kunststoff und manchmal aus Holz. Mit dem Aluminiumfestrumpfschlauchboot im Programm wuchs die Nachfrage durch militärische und kommerzielle zivile Nutzer.

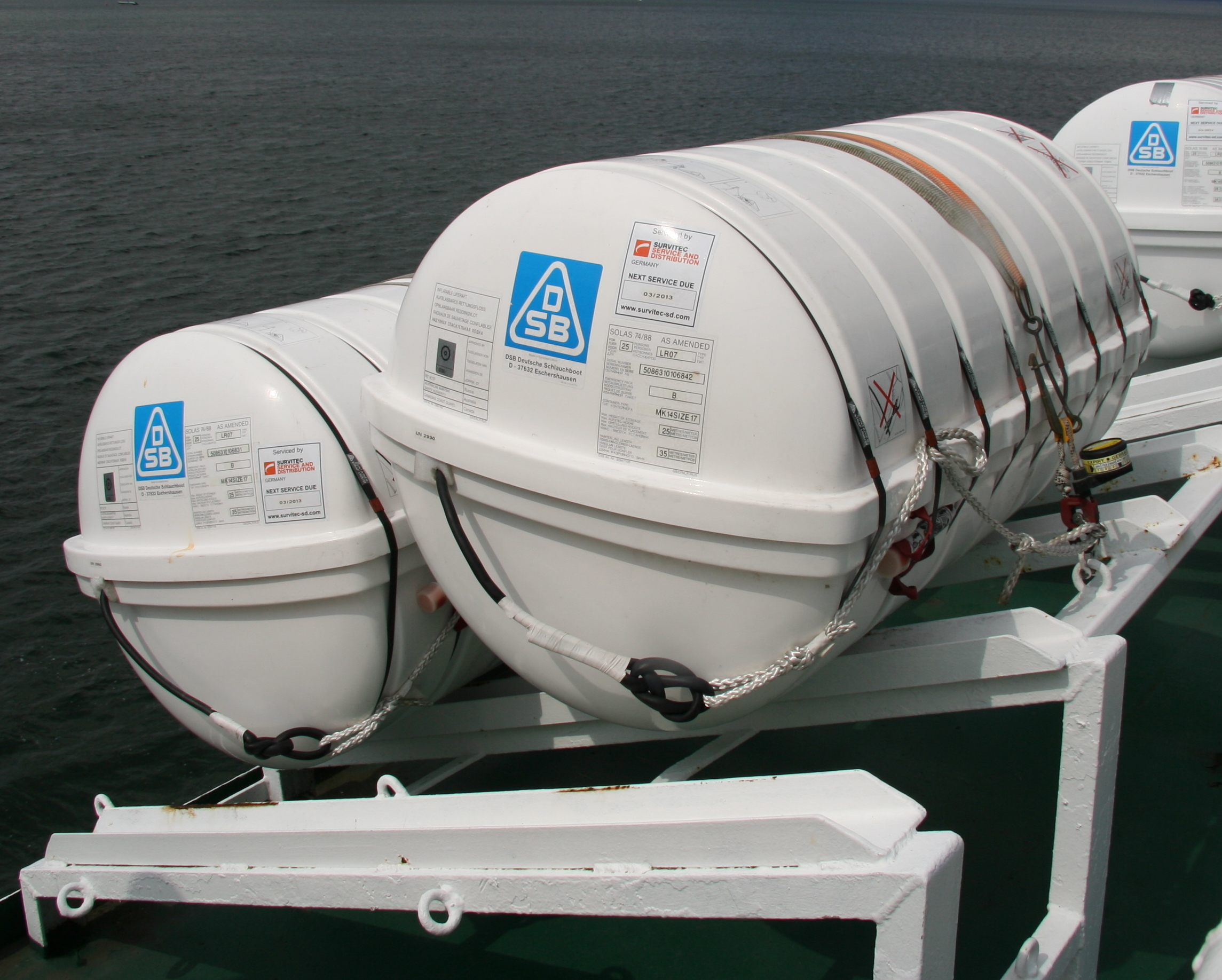
Rettungsinseln von DSB auf der Dania

Nach der Wiedervereinigung wurde 1991 der ehemalige Standort Großschönau zurückerworben. Am 1. Juli 2001 wurde das Unternehmen von der britischen Survitec Group mit Sitz in Dunmurry bei Belfast übernommen. Survitec hat 90 Prozent des Firmenkaufs fremdfinanziert, so dass die DSB mit ihren Gewinnen für die Tilgung aufkommen musste. Hierdurch fielen auch keine Gewerbesteuern an. 2001 beschäftigte die Firma  121 Mitarbeiter in Eschershausen und 47 in Großschönau. 2003 erwirtschaftete die DSB rund 50 Prozent des Umsatzes durch den Verkauf von Rettungsinseln und hatte eine Exportquote von 60 Prozent.
Ende 2007 kündigte die Survitec Group die Verlagerung der Produktion der DSB von Eschershausen in die Volksrepublik China an. Nur ein Verkaufszentrum und die Produktion von Sonderanfertigungen sollte noch in Eschershausen bleiben. Dieser Plan wurden jedoch nicht umgesetzt, sondern die Basis für die Zukunft im Weserbergland durch Übernahme von Produktion und Verkauf von Produkten aus Schwesterfirmen der Gruppe gestärkt. Im Jahr 2008 wurde die Ballonfabrik Augsburg übernommen. Im Jahr 2015 waren 96 Mitarbeiter in Eschershausen beschäftigt.

## Geschäftsführer
- 1984 bis 2004: Hans-Dieter Lamsfuß
- 2004 bis 2005: Günter Boomgarden
- 2005 bis 2009: Peter Engellage
- 2009 bis 2013: Managing Director: Knut Schrewe
- seit 2013: Managing Director: Markus Bolay